# كأس البوسنة والهرسك 2004–05
كأس البوسنة والهرسك 2004–05 هو موسم من كأس البوسنة والهرسك. أقيم خلال الفترة 22 سبتمبر 2004 وحتى 17 مايو 2005، وأشرف على تنظيمه اتحاد البوسنة والهرسك لكرة القدم، وكان عدد الأندية المشاركة فيه 32، وفاز فيه نادي ساراييفو.